# Caecilia crassisquama
Caecilia crassisquama é uma espécie de anfíbio gimnofiono. É endémica do Equador, sendo conhecida apenas na sua localidade-tipo: Normandia, Zunia, Rio Upana. É uma espécie subterrânea que ocorre em floresta de montanha. O seu estado de conservação não foi definido por ser considerado que não há dados suficientes.